# جازمین مور
جازمین مور (انگلیسی: Jasmine Moore؛ زادهٔ ۱ مهٔ ۲۰۰۱) ورزشکار پرش سه‌گام و پرش طول اهل ایالات متحده آمریکا است.
وی در مسابقات کشوری و بین‌المللی در مجموع برندهٔ ۳ مدال برنز شده است.